# Ludvig Falkman (1849–1908)
Johan Ludvig August Falkman, född den 13 april 1849 i Malmö, död den 30 oktober 1908 i Stockholm, var en svensk militär. Han var son till Ludvig B. Falkman och far till Ludvig Falkman (1876–1954).
Falkman blev underlöjtnant vid Andra livgardet 1869, löjtnant där 1874, kapten 1885, adjutant hos Oskar II 1889, major 1894, överstelöjtnant vid Upplands regemente 1897, överste och sekundchef för Göta livgarde 1901 och överadjutant hos kungen samma år. Han var ledamot av Krigsvetenskapsakademiens andra klass från 1900, ledamot av Krigshovrätten från 1903 och ledamot i styrelsen för Gymnastiska centralinstitutet från 1906. Falkman blev riddare av Svärdsorden 1891, kommendör av andra klassen av samma orden 1903 och kommendör av första klassen 1906. Han är begravd på Norra begravningsplatsen utanför Stockholm.